# ادواردو بوولون
ادواردو بوولون (انگلیسی: Edoardo Bovolon؛ زادهٔ ۵ ژوئن ۱۹۹۸) بازیکن فوتبال است.
از باشگاه‌هایی که در آن بازی کرده‌است می‌توان به باشگاه فوتبال کومو و باشگاه فوتبال اودینزه اشاره کرد.